# Tengo sueños eléctricos
Tengo sueños eléctricos és una pel·lícula dramàtica costa-riquenya dirigida per Valentina Maurel. Va ser estrenada el 3 d'agost de 2022. Va ser guanyadora del Festival Internacional de Cinema de Sant Sebastià en la categoria Horizontes Latinos.

## Argument
Eva no aguanta el fet que la seva mare vulgui reformar la casa i desfer-se del gat, que, desorientat des del divorci dels seus pares, s'orina a tot arreu. Vol marxar-se i viure amb el seu pare, que està vivint una segona adolescència. Eva ho segueix mentre intenta reconnectar amb el seu desig de convertir-se en artista i de tornar a trobar l'amor. Però, com algú que creua un oceà d'adults sense saber nedar, Eva també descobrirà la ràbia que la corca, i que sense saber-ho, ha heretat d'ell.

## Repartiment
- Daniela Marín Navarro com Eva
- Reinaldo Amién com Martín
- Vivian Rodríguez com a Anca
- José Pablo Segreda Johanning com a Palomo

## Recepció
Tengo sueños eléctricos es va estrenar el 8 d'agost de 2022 al 75è Festival Internacional de Cinema de Locarno. Allí, el treball de direcció de Maurel es va comptar entre les contribucions destacades en la competència internacional.
El crític de cinema suís independent Michael Sennhauser va elogiar la pel·lícula com un "acte d'equilibri sobirà en tots els nivells" i la va comparar amb un "passeig per la concorreguda autopista". No hi ha "gairebé cap segon sense tensió, por o fins i tot ira en aquesta història". Sennhauser va elogiar a l'actriu principal Daniela Marín Navarro com a "sensacional" en el paper d'Eva.
Aurora Engelen (Cineuropa) va qualificar la pel·lícula de brillant i va elogiar als dos actors principals Daniela Marín Navarro i Reinaldo Amien Gutiérrez com un pare amorós i violent. El treball de direcció de Maurel no és una pel·lícula clàssica sobre la majoria d'edat en la qual una nena es converteix en una dona jove durant l'estiu. "Eva va més enllà: veu l'agonia, la incapacitat, la violència del que li espera 'de l'altre costat' després de la pubertat", diu Engelen. La ciutat de San José, que poques vegades es mostra als cinemes, es retrata allunyada de tot l'exòtic.

## Premis
| Any  | Premi                                                | Categoria | Candidat(a)             | Resultat  | Ref             |
| ---- | ---------------------------------------------------- | --- | ----------------------- | --------- | --------------- |
| 2022 | Festival Internacional de Cinema de Sant Sebastià    | Horitzons Llatins | Valentina Maurel        | Guanyador | [ 3 ]           |
| 2022 | Festival Internacional de Cinema de Locarno          | Millor direcció | Valentina Maurel        | Guanyador | [ 8 ]           |
| 2022 | Festival Internacional de Cinema de Locarno          | Millor interpretació femenina | Daniela Navarro         | Guanyador | [ 8 ]           |
| 2022 | Festival Internacional de Cinema de Locarno          | Millor interpretació masculina | Reinaldo Amién          | Guanyador | [ 8 ]           |
| 2022 | Festival Internacional de Cinema de Locarno          | Menció Jurat Ecumènic | Tengo sueños eléctricos | Guanyador | [ 8 ]           |
| 2022 | Festival Internacional de Cinema de Tessalònica      | Alejandro de Oro | Tengo sueños eléctricos | Guanyador | [ 9 ]           |
| 2022 | Festival Internacional de Cinema de Tessalònica      | Millor interpretació masculina | Reinaldo Amién          | Guanyador | [ 9 ]           |
| 2022 | Federació d'escoles de cinema d'Amèrica Llatina      | Millor llargmetratge en competència oficial realitzat per director/a llatinoamericà/a fins a 35 anys en competència internacional, llatinoamericana i Argentina | Tengo sueños eléctricos | Guanyador | [ 10 ]          |
| 2022 | Federació Internacional de la Premsa Cinematogràfica | Millor pel·lícula | Tengo sueños eléctricos | Guanyador | [ 10 ]          |
| 2022 | Festival Internacional de Cinema de l'Índia          | Gall dindi d’or | Tengo sueños eléctricos | Guanyador | [ 11 ]          |
| 2022 | Festival Internacional de Cinema de l'Índia          | Millor interpretació femenina | Daniela Navarro         | Guanyador | [ 11 ]          |
| 2022 | Festival de Cinema Llatinoamericà de Biarritz        | Millor interpretació femenina | Daniela Navarro         | Guanyador | [ 12 ]          |
| 2022 | Festival Cineuropa                                   | Millor interpretació masculina | Reinaldo Amién          | Guanyador | [ cal citació ] |
| 2022 | Festival Cineuropa                                   | Millor guió | Valentina Maurel        | Guanyador | [ cal citació ] |
| 2022 | Leeds International Film Festival                    | Millor pel·lícula (nuevos directores) | Valentina Maurel        | Guanyador |                 |
| 2022 | Festival Internacional Antofacine                    | Millor llargmetratge internacional | Tengo sueños eléctricos | Guanyador | [ 13 ]          |
| 2022 | Festival de Cinema de Bogotà                         | Radiofònica de la juventut | Tengo sueños eléctricos | Guanyador | [ 14 ]          |
| 2022 | Reykjavík International Film Festival                | Menció especial | Tengo sueños eléctricos | Guanyador |                 |
| 2022 | Festival de Cinema de Gant                           | Menció especial | Tengo sueños eléctricos | Guanyador |                 |
| 2022 | Festival Internacional de Cinema de Mar del Plata    | Millor pel·lícula llatinoamericana | Tengo sueños eléctricos | Nominat   | [ 15 ]          |
| 2022 | Festival Llatinoamericà de Cinema de Quito           | Menció d’Honor | Tengo sueños eléctricos | Guanyador | [ 16 ]          |
| 2023 | Luxembourg City Film Festival                        | Grand Prix | Tengo sueños eléctricos | Guanyador | [ 17 ]          |
| 2023 | Premis Nacionals de Cultura                          | Millor direcció | Valentina Maurel        | Guanyador | [ 18 ]          |
| 2023 | Premis Nacionals de Cultura                          | Millor realizació conceptual | Nicolas Wong            | Guanyador | [ 18 ]          |
| 2023 | Premis Nacionals de Cultura                          | Millor producció | Felipe Cordero          | Guanyador | [ 18 ]          |
| 2023 | Festival Internacional de Cinema a Guadalajara       | Millor pel·lícula iberoamericana de ficció | Tengo sueños eléctricos | Guanyador | [ 19 ]          |
| 2023 | Festival Internacional de Cinema a Guadalajara       | Millor actor en un llargmetratge iberoamericà de ficció | Reinaldo Amién          | Guanyador | [ 19 ]          |
| 2023 | Festival Internacional de Cinema a Guadalajara       | Millor fotografia iberoamericà de ficció | Nicolas Wong            | Guanyador | [ 19 ]          |
| 2023 | Festival de Cinema de Lima                           | Millor pel·lícula | Tengo sueños eléctricos | Nominat   | [ 20 ]          |
| 2023 | Festival de Cinema de Lima                           | Millor opera prima | Tengo sueños eléctricos | Guanyador | [ 20 ]          |
| 2023 | Festival de Cinema de Lima                           | Premi ECRAN a la millor direcció d'òpera preval o segon llargmetratge de la Competència Ficció                                                                  | Valentina Maurel        | Guanyador | [ 20 ]          |
| 2023 | Festival de Cinema de Lima                           | Premi NUNA a la millor directora llatinoamericana en Competència                                                                                                | Valentina Maurel        | Guanyador | [ 20 ]          |